# Emmanuel Sanchez
Emmanuel Sanchez (Milwaukee, 11 de agosto de 1990) é um lutador mexicano-norte-americano de MMA, que atualmente compete na categoria peso-pena do Bellator. Lutador profissional desde 2011, Sanchez também já competiu no  Resurrection Fighting Alliance.

## Carreira no MMA

### Início de carreira
Sanchez começou sua carreira no MMA profissional em novembro de 2011. Ele compilou um cartel de oito vitórias e uma derrota, antes de assinar com o Bellator MMA. Durante este tempo, Sanchez competiu principalmente na divisão peso-leve, antes de se deslocar para o peso-pena. Ele também competiu uma vez como meio-médio, quando sofreu sua primeira derrota como profissional, contra o ex-UFC Lewis Gonzalez.

### Bellator MMA
Sanchez fez sua estreia na promoção contra Stephen Banaszak, no Bellator 128, em 10 de outubro de 2014. Ele venceu a luta por finalização (mata-leão) aos 2:18 do primeiro round.
Em sua segunda luta pela organização, Sanchez enfrentou Alejandro Villalobos, no Bellator 135, em 27 de março de 2015. Ganhou a luta, de virada, por decisão unânime.
Substituindo o lesionado Goiti Yamauchi, Sanchez enfrentou o ex-Campeão Peso Pena do Bellator, Pat Curran, no Bellator 139, em 26 de junho de 2015. Ele perdeu a luta por decisão unânime.
Sanchez enfrentou Henry Corrales, no Bellator 143, em 25 de setembro de 2015. Ele venceu a luta por decisão dividida.
Em uma de suas lutas mais importantes da carreira, Sanchez enfrentou o veterano do UFC, Justin Lawrence, em 6 de novembro de 2015, no Bellator 145. Ele ganhou por decisão dividida em uma luta equilibrada.
Na próxima, Sanchez enfrentou Daniel Pineda, no card principal do Bellator 149, em 19 de fevereiro de 2016. Ele ganhou a luta por decisão dividida.
Sanchez enfrentou Daniel Weichel, no Bellator 159, em 22 de julho de 2016. Ele perdeu por decisão dividida.
Sanchez retornou no mês de janeiro do ano seguinte, e enfrentou Georgi Karakhanyan, no Bellator 170. Ele ganhou a luta por decisão majoritária. Um ponto foi retirado de Sanchez no segundo round, devido a duas joelhadas ilegais.
Sanchez enfrentará o ex-Campeão Peso Galo do Bellator, Marcos Galvão, que está subindo até a divisão peso-pena, no Bellator 175, em 31 de março de 2017.

## Cartel no MMA
| Cartel no MMA   |             |            |
| 25 lutas        | 20 vitórias | 5 derrotas |
| Por nocaute     | 1           | 0          |
| Por finalização | 8           | 1          |
| Por decisão     | 11          | 4          |

| Res.    | Cartel | Oponente              | Método                           | Evento                                      | Data       | Round | Tempo | Local                    | Notas                                                                                   |
| ------- | ------ | --------------------- | -------------------------------- | ------------------------------------------- | ---------- | ----- | ----- | ------------------------ | --------------------------------------------------------------------------------------- |
| Derrota | 20-5   | Patrício Freire       | Finalização Técnica (guilhotina) | Bellator 255                                | 02/04/2021 | 1     | 3:35  | Uncasville, Connecticut  | Semifinais do Grand Prix do Peso Pena do Bellator; Pelo Cinturão Peso Pena do Bellator. |
| Vitória | 20-4   | Daniel Weichel        | Decisão (unânime)                | Bellator 252                                | 12/11/2020 | 5     | 5:00  | Uncasville, Connecticut  | Quartas de final do Grand Prix do Peso Pena do Bellator.                                |
| Vitória | 19-4   | Tywan Claxton         | Finalização (triângulo)          | Bellator 226                                | 07/09/2019 | 2     | 4:11  | San José, Califórnia     | Round de abertura do grand prix dos penas.                                              |
| Vitória | 18-4   | Georgi Karakhanyan    | Decisão (unânime)                | Bellator 218                                | 22/03/2019 | 3     | 5:00  | Thackerville, Oklahoma   |                                                                                         |
| Derrota | 17-4   | Patrício Freire       | Decisão (unânime)                | Bellator 209: Pitbull vs. Sanchez           | 15/11/2018 | 5     | 5:00  | Tel Aviv                 | Pelo Cinturão Peso Pena do Bellator.                                                    |
| Vitória | 17-3   | Sam Sicilia           | Finalização (triângulo de braço) | Bellator 198                                | 28/04/2018 | 1     | 3:52  | Rosemont, Illinois       |                                                                                         |
| Vitória | 16-3   | Daniel Straus         | Finalização (triângulo)          | Bellator 184                                | 06/10/2017 | 3     | 1:56  | Oklahoma                 |                                                                                         |
| Vitória | 15-3   | Marcos Galvão         | Decisão (unânime)                | Bellator 175                                | 31/03/2017 | 3     | 5:00  | Rosemont, Illinois       |                                                                                         |
| Vitória | 14-3   | Georgi Karakhanyan    | Decisão (majoritária)            | Bellator 170                                | 21/01/2017 | 3     | 5:00  | Inglewood, California    |                                                                                         |
| Derrota | 13-3   | Daniel Weichel        | Decisão (dividida)               | Bellator 159                                | 22/07/2016 | 3     | 5:00  | Mulvane, Kansas          |                                                                                         |
| Vitória | 13-2   | Daniel Pineda         | Decisão (dividida)               | Bellator 149                                | 19/02/2016 | 3     | 5:00  | Houston, Texas           |                                                                                         |
| Vitória | 12-2   | Justin Lawrence       | Decisão (dividida)               | Bellator 145                                | 06/11/2015 | 3     | 5:00  | St. Louis, Missouri      |                                                                                         |
| Vitória | 11-2   | Henry Corrales        | Decisão (dividida)               | Bellator 143                                | 25/09/2015 | 3     | 5:00  | Hidalgo, Texas           |                                                                                         |
| Derrota | 10-2   | Pat Curran            | Decisão (unânime)                | Bellator 139                                | 26/06/2015 | 3     | 5:00  | Mulvane, Kansas          |                                                                                         |
| Vitória | 10-1   | Alejandro Villalobos  | Decisão (unânime)                | Bellator 135                                | 27/03/2015 | 3     | 5:00  | Thackerville, Oklahoma   |                                                                                         |
| Vitória | 9-1    | Stephen Banaszak      | Finalização (mata leão)          | Bellator 128                                | 10/10/2014 | 1     | 2:18  | Thackerville, Oklahoma   |                                                                                         |
| Vitória | 8-1    | Brady Hovermale       | Finalização (chave de braço)     | NAFC: Summer Slam                           | 26/07/2014 | 1     | 1:53  | Milwaukee, Wisconsin     |                                                                                         |
| Vitória | 7-1    | Jose Pacheco          | Finalização (triângulo)          | NAFC: Mega Brawl                            | 31/05/2014 | 1     | 2:44  | Milwaukee, Wisconsin     |                                                                                         |
| Vitória | 6-1    | Gustavo Rodriguez     | Nocaute (soco)                   | NAFC: Super Brawl 2                         | 31/01/2014 | 1     | 3:53  | Milwaukee, Wisconsin     |                                                                                         |
| Vitória | 5-1    | Michael McBride       | Decisão (unânime)                | RFA 10: Rhodes vs. Jouban                   | 25/10/2013 | 3     | 5:00  | Des Moines, Iowa         |                                                                                         |
| Derrota | 4-1    | Lewis Gonzalez        | Decisão (unânime)                | WFC 5: Andrews vs. Griffin                  | 03/05/2013 | 3     | 5:00  | Sacramento, Califórnia   |                                                                                         |
| Vitória | 4-0    | Brandon Dudley        | Decisão (dividida)               | CageSport 21                                | 29/09/2012 | 3     | 5:00  | Fife, Washington         |                                                                                         |
| Vitória | 3-0    | Travis Johnson        | Finalização (mata leão)          | UCS: Caged Combat 6                         | 14/07/2012 | 2     | 2:51  | Grand Ronde, Oregon      |                                                                                         |
| Vitória | 2-0    | Juan Carlos Rodriguez | Finalização (mata leão)          | Northwest Fighting: Young Guns 1            | 28/04/2012 | 1     | 3:24  | Usk, Washington          |                                                                                         |
| Vitória | 1-0    | Matt Church           | Decisão (unânime)                | Fight Night: Round 17: Clash at the College | 19/11/2011 | 3     | 5:00  | Mount Vernon, Washington |                                                                                         |